# Stazione di Capodacqua-Pieve Fanonica
La stazione di Capodacqua-Pieve Fanonica è una stazione ferroviaria in disuso posta sulla linea Roma-Ancona. Serve i centri abitati di Capodacqua e di Pieve Fanonica nel comune di Foligno.

## Storia
Fino al 1947 era denominata semplicemente “Pieve Fanonica”.